# Supercoupe d'Espagne de football 1992
Navigation
Supercoupe d'Espagne 1991 Supercoupe d'Espagne 1993
La Supercoupe d'Espagne 1992 (en espagnol : Supercopa de España 1992) est la septième édition de la Supercoupe d'Espagne, épreuve qui oppose le champion d'Espagne au vainqueur de la Coupe du Roi. Disputée en match aller-retour les 28 octobre 1992 et 11 novembre 1992, l'épreuve est remportée par le FC Barcelone aux dépens de l'Atlético de Madrid sur le score cumulé de 5 à 2.
Il s'agit du troisième titre du FC Barcelone dans cette compétition.

## Compétition
| Champion en titre | Aller | Score | Retour | Vainqueur Coupe    |
| ----------------- | ----- | ----- | ------ | ------------------ |
| FC Barcelone      | 3 - 1 | 5 - 2 | 2 - 1  | Atlético de Madrid |